# Вологі ліси Напо
Вологі ліси Напо (ідентифікатор WWF: NT0142) — неотропічний екорегіон тропічних та субтропічних вологих широколистяних лісів, розташований на заході Амазонії.

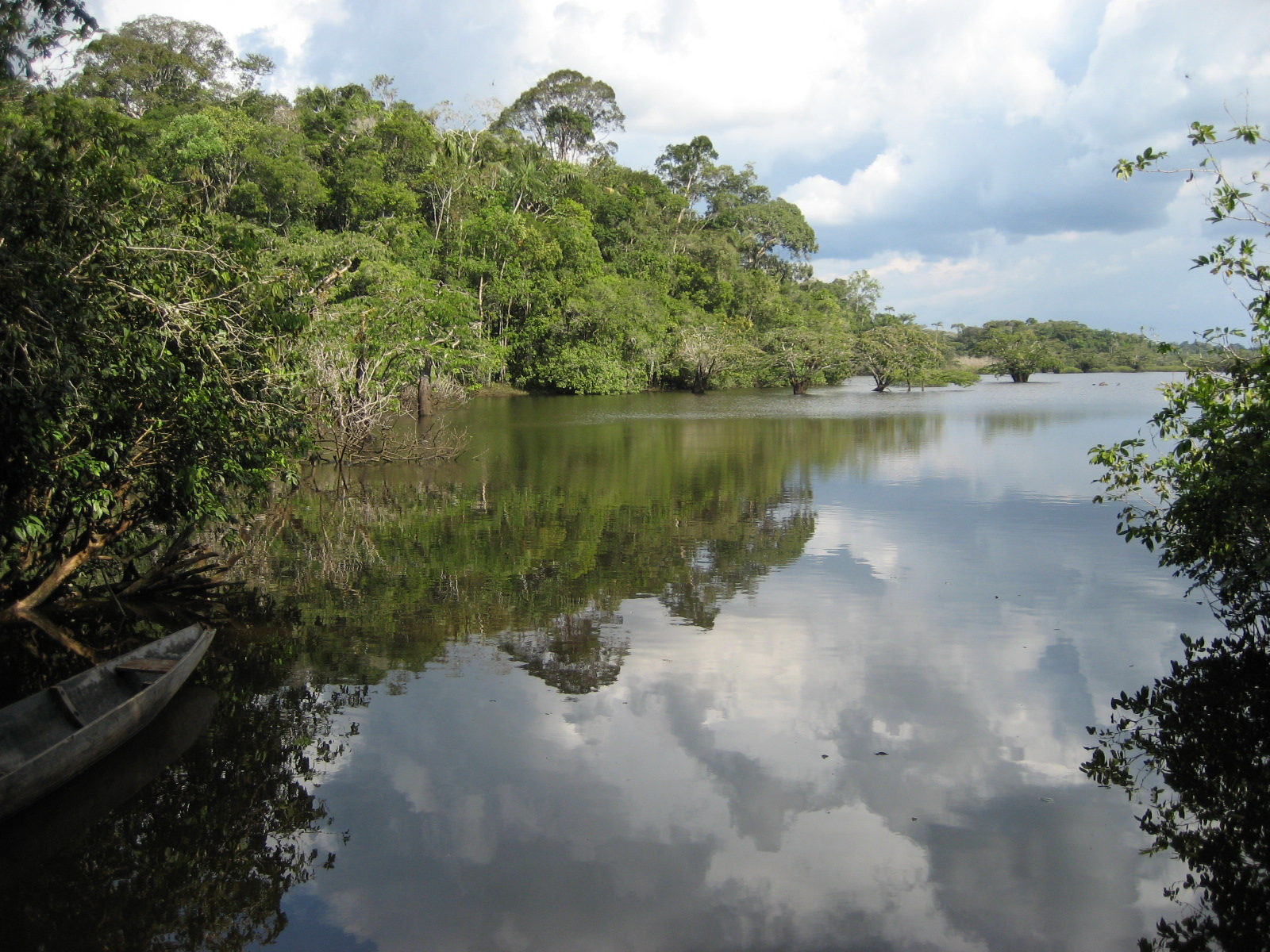
Ландшафт Природного заповідника Куябено

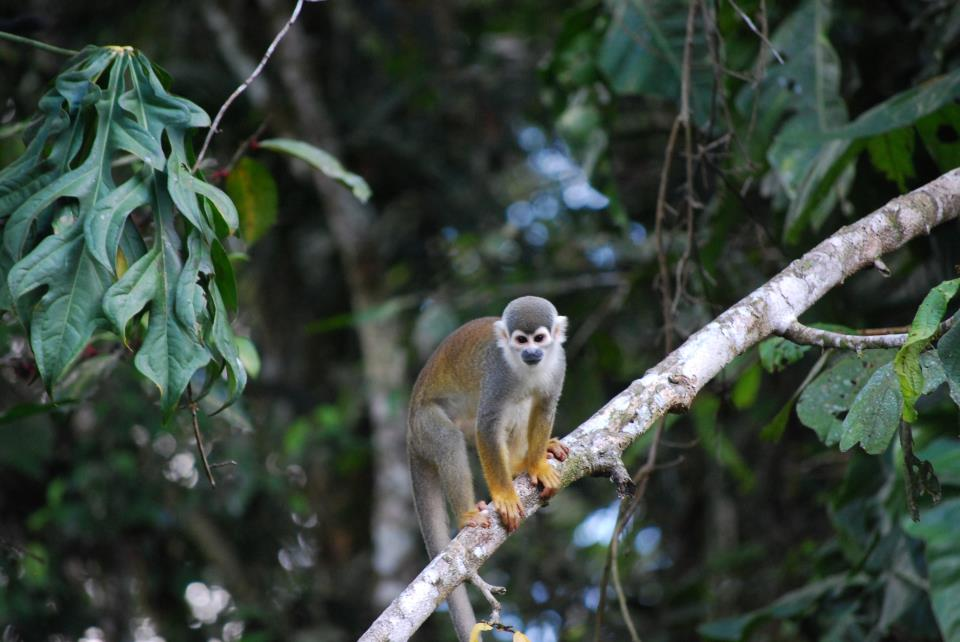
Саймірі Гумбольдта (Saimiri cassiquiarensis) у Природному заповіднику Куябено

## Географія
Екорегіон вологих лісів Напо розташований на заході Амазонії, на території Східного Еквадору, а також на території департаментів Путумайо та Какета на півдні Колумбії та на території департаментів Амасонас і Лорето на півночі Перу. З заходу екорегіон обмежений передгір'ями Анд, а з півдня —  річкою Мараньйон. Східну межу в колумбійській частині екорегіону визначає річка Кагуан, притока Какети або Жапури, а в перуанській частині регіону — річка Напо, притока Амазонки або Солімойнсу, як ця велика річка відома у верхній течії. Серед інших великих річок Амазонського басейну, що протікають територією регіону, слід відзначити Морону, Пастасу, Тігре та Курарай. Також в межах регіону знаходяться верхів'я річок Какета та Путумайо.
Ландшафт екорегіону представлений заплавами річок, широкими низовинами та невисокими пагорбами, які підіймаються не більше ніж на 10 м над навколишніми річками. Висота регіону коливається від 300-400 м на заході до 100 м на сході. З геологічної точки зору в регіоні переважають давні породи Гвіанського щита та молоді четвертинні відклади, принесені річками з Анд, які формують неоднорідні ґрунти.
На північному заході вологі ліси Напо переходять у гірські ліси Кордильєри-Орієнталь, на заході — у гірські ліси Кордильєри-Реаль, а на південному заході — у вологі ліси Укаялі. На північний схід від екорегіону поширені вологі ліси Какети, а на південний схід — вологі ліси Солімойнсу та Жапури. На південь від вологих лісів Напо, у заплавах Мараньйону та Солімойнсу, простягається екорегіон варзейських лісів Ікітосу, який також включає заболочені ліси, поширені на півдні регіону. Варзейські ліси на півночі регіону є частиною екорегіону варзейських лісів Пурусу.

## Клімат
В межах екорегіону переважає екваторіальний клімат (Af за класифікацією кліматів Кеппена). Середньорічна температура становить 26 °C, однак протягом року температура може коливатися від 12 °C до 38 °C, залежно від широти ти висоти над рівнем моря. Середньорічна кількість опадів тут є однією з найбільших в Амазонії: на крайньому заході вона становить приблизно 4000 мм, а на сході — від 2500 до 3000 мм.

## Флора
Рослинний покрив екорегіону представлений трьома типами вологих вічнозелених тропічних дощових лісів. Найпоширенішим типом є ліси терра-фірме, поширені у районах, які не затоплюються водою протягом року. У районах, що регулярно затоплюються біловодними річками, у каламутній воді яких є багато завислих твердих поживних речовин, поширені варзейські ліси, а у районах з бідними ґрунтами, що регулярно затоплюються чорноводими річками, вода яких забарвлена у темний колір через високий вміст гумінових кислот, що вимиваються з листя, поширені затоплювані ліси ігапо. Більша частина варзейських лісів є частиною окремих екорегіонів варзейських лісів Ікітосу та варзейських лісів Пурусу.
Ліси терра-фірме є більш флористично різноманітними, ніж затоплювані ліси: у еквадорському ігапо на 1 га може рости до 149 видів дерев порівняно з 244 видами дерев у лісі терра-фірме. Лісовий намет в лісах терра-фірме, як правило, розташований на висоті 40 м над землею, вище, ніж у затоплюваних лісах. Поодинокі емерджентні дерева, що підіймаються над лісовим наметом, можуть досягати 50 м заввишки. Епіфіти та ліани зустрічаються в цих лісах, але не є особливо численними. Вздовж річок переважають насадження пальм, зокрема звивистих мавріцій або пальм моріче (Mauritia flexuosa).
Серед дерев, поширених у лісах терра-фірме, слід відзначити акацієлистий макролобіум (Macrolobium acaciifolium), трижилчасту куссапоа (Coussapoa trinervia), ягідну вісмію (Vismia baccifera), сітчасту нектандру (Nectandra reticulata), звичайну кедрелінгу (Cedrelinga cateniformis), гачкувату ерісму (Erisma uncinatum), еквадорську фрагмотеку (Phragmotheca ecuadorensis) та багатопарнолисту паркію (Parkia multijuga), а також різні види ліканій (Licania spp.), євгеній (Eugenia spp.), гуарей (Guarea spp.), путерій (Pouteria spp.) та бальсових дерев (Ochroma spp.). Багато дерев в лісах регіону є представниками родин Мелієві (Meliaceae), Шовковицеві (Moraceae), Бобові (Fabaceae), Мускатникові (Myristicaceae) і Маренові (Rubiaceae). 
Також у вологих лісах Напо поширені пальми, зокрема різні види бактрісів (Bactris spp.) та астрокаріумів (Astrocaryum spp.). Найпоширенішим видом пальм у цих лісах є велика іріартея (Iriartea deltoidea) заввишки 20-35 м, яка росте у середньому ярусі. Уздовж чорноводної річки Нанай на півночі Перу поширені річкові шаварі (Caryocar microcarpum), волосисті симметрії (Symmeria paniculata) та різні види моллій (Mollia spp.), які відсутні в інших лісах терра-фірме. На заході екорегіону, поблизу передгір'їв Кордильєри-Реаль, зустрічаються пальми, характерні для Андійського регіону, зокрема гірські пальми Шульца (Prestoea schultzeana), тонкостеблі слонові пальми (Phytelephas tenuicaulis) та пальми пачуба (Wettinia drudei). Також тут ростуть гондураські червоні дерева (Swietenia macrophylla), духмяні кедрели (Cedrela odorata) та бавовняні дерева (Ceiba pentandra), які мають важливе економічне значення.
Загалом ліси екорегіону характеризуються одним з найвищих рівнів флористичного різноманіття у світі. Лише у Національному парку Ясуні зареєстровано понад 4000 видів рослин, а в еквадорській частині екорегіону було виявлено 138 видів орхідей. Значна частина лісів регіону недостатньо досліджена, тому подальші дослідження можуть призвести до відкриття великої кількості раніше невідомих науці видів рослин і тварин.

## Фауна
Фауна регіону також характеризується високим різноманіттям. Вона включає близько 220 видів ссавців та 650 видів птахів. Серед великих ссавців, поширених в лісах екорегіону, слід відзначити південноамериканського тапіра (Tapirus terrestris), звичайного пекарі (Tayassu pecari), ошийникового пекарі (Dicotyles tajacu), американську мазаму (Mazama americana), амазонійську мазаму (Mazama nemorivaga), білочереву коату (Ateles belzebuth), рудого ревуна (Alouatta seniculus), гігантську видру (Pteronura brasiliensis), велику капібару (Hydrochoeris hydrochaeris), бурогорлого лінивця (Bradypus variegatus) та південного двопалого лінивця (Choloepus didactylus), а також пуму (Puma concolor) та ягуара (Panthera onca), найбільших хижаків Амазонії. У річках регіону зустрічаються амазонські річкові дельфіни (Inia geoffrensis), прісноводні дельфіни тукуші (Sotalia fluviatilis) та амазонські ламантини (Trichechus inunguis).
Серед менших ссавців, поширених в регіоні, слід відзначити звичайну шерстисту мавпу (Lagothrix lagothricha), нічну мавпу Спікса (Aotus vociferans), чубатого капуцина (Sapajus apella), перуанського білолобого капуцина (Cebus yuracus), східну ігрунку (Cebuella niveiventris), саймірі Гумбольдта (Saimiri cassiquiarensis), оцелота (Leopardus pardalis), маргая (Leopardus wiedii), ягуарунді (Herpailurus yagouaroundi), чагарникового пса (Speothos venaticus), коротковухого пса (Atelocynus microtis), тайру (Eira barbara), кінкажу (Potos flavus), ракуна-крабоїда (Procyon cancrivorus), амазонську носуху (Nasua nasua), неотропічну видру (Lontra longicaudis), амазонську ласицю (Neogale africana), пакарану (Dinomys branickii), низинну паку (Cuniculus paca), чорного агуті (Dasyprocta fuliginosa), зеленого акучі (Myoprocta pratti), північноамазонську вивірку (Sciurus igniventris), південноамазонську вивірку (Sciurus spadiceus), амазонську карликову вивірку (Microsciurus flaviventer), південного опосума (Didelphis marsupialis), південного голохвостого броненосця (Cabassous unicinctus), американського тамандуа (Tamandua tetradactyla) та великого листоноса (Vampyrum spectrum). 
Ендеміками екорегіону є екваторіальні сакі (Pithecia aequatorialis), напоські сакі (Pithecia napensis), сакі Міллера (Pithecia milleri), какетські тіті (Callicebus caquetensis), колумбійські чорнорукі тіті (Cheracebus medemi), золотоплечі тамарини (Leontocebus tripartitus), іржастоспинні тамарини (Leontocebus lagonotus), смугасті коенду (Coendou ichillus), темні щетинці (Echimys saturnus), голохвості щетинці (Pattonomys occasius) та еквадорські колючі миші (Scolomys melanops), а майже ендемічними його представниками — білохвості тіті (Plecturocebus discolor), жовторукі тіті (Cheracebus lucifer), карликові ігрунки (Cebuella pygmaea), чорноспинні тамарини (Leontocebus nigricollis) та руді мишачі опосуми (Marmosa rubra).
Серед поширених в екорегіоні птахів слід відзначити гоко (Nothocrax urumutum), амазонійського татаупу (Crypturellus variegatus), цятковану чачалаку (Ortalis guttata), білогузого міту (Mitu salvini), коста-риканського голуба (Patagioenas subvinacea), червонодзьобу таязуру (Neomorphus pucheranii), еквадорського ерміта (Phaethornis atrimentalis), довгодзьобого ерміта (Phaethornis malaris), сірогрудого колібрі-шаблекрила (Campylopterus largipennis), буроголового колібрі-лісовичка (Thalurania furcata), чорногорлого колібрі-діаманта (Heliodoxa schreibersii), велику гарпію (Harpia harpyja), строкатохвостого канюка (Buteo albonotatus), амазонійську рарію (Micrastur buckleyi), амазонійську сплюшку (Megascops watsonii), амазонійського трогона (Trogon ramonianus), червонодзьобого тукана (Ramphastos tucanus), каштановошийого аракарі (Pteroglossus castanotis), чорноволу ятлу (Celeus torquatus), пурпурову якамару (Galbula chalcothorax), золотогорлого евбуко (Eubucco richardsoni), червоного ару (Ara macao), червоно-зеленого ару (Ara chloropterus), венесуельського амазона (Amazona amazonica), тринідадського амазона (Amazona ochrocephala), синьоголового папугу-червоногуза (Pionus menstruus), амазонійського покривника (Myrmelastes hyperythrus), перуанського кадука (Epinecrophylla haematonota), чорного кущовика (Neoctantes niger), перуанського кущівника-чубаня (Frederickena fulva), білощоку мурав'янку (Gymnopithys leucaspis), жовтоброву мурав'янку-прудкокрила (Hypocnemis hypoxantha), гаянську пигу (Lipaugus vociferans), амазонійського дереволаза-серподзьоба (Campylorhamphus procurvoides), лісового тиранця (Myiopagis gaimardii), оливкового ірличка (Piprites chloris), сіру планідеру (Rhytipterna simplex), амазонійського дрозда (Turdus hauxwelli), дроздового різжака (Campylorhynchus turdinus), амазонійського поплітника (Cantorchilus leucotis), жовтохвостого касика (Cacicus cela), еквадорську коноту (Cacicus oseryi), золотолобу гутураму (Euphonia xanthogaster), великого саї (Chlorophanes spiza), пурпурову танагру-медоїда (Cyanerpes caeruleus), пурпурову тапірангу (Ramphocelus carbo) та блакитного цукриста (Dacnis cayana).
Ендеміками екорегіону є еквадорські сорокуші (Thamnophilus praecox), амазонійські каатинги (Herpsilochmus dugandi), жовтоброві каатинги (Herpsilochmus gentryi), іржасті покривники (Sciaphylax castanea), еквадорські аракури (Pithys castaneus), сірощокі мурашниці (Hylopezus fulviventris) та альпагуайо (Percnostola arenarum), а майже ендемічними його представниками — бурі лінивки-коротуни (Nonnula brunnea), мішани (Zimmerius villarejoi), чорнохвості мурав'янки (Oneillornis lunulatus), сунські кадуки (Myrmotherula sunensis), рудогорлі мурашниці (Grallaria dignissima), рудоволі мухоїди (Tolmomyias traylori), колумбійські мухолови (Poecilotriccus calopterus), еквадорські касики (Cacicus sclateri) та жовтоокі варілеро (Agelasticus xanthophthalmus).
У Національному парку Ясуні в Еквадорі мешкає 96 видів плазунів, з яких 53 види — це змії, такі як звичайний удав (Boa constrictor), амазонський деревний удав (Corallus batesii), південноамериканський бушмейстер (Lachesis muta) та зелена анаконда (Eunectes murinus). Серед інших поширених в регіоні плазунів слід відзначити велетенську південноамериканську річкову черепаху або аррау (Podocnemis expansa), зубчасту черепаху (Chelonoidis denticulatus), крокодилового каймана (Caiman crocodilus), чорного каймана (Melanosuchus niger) та карликового каймана Кюв'є (Paleosuchus palpebrosus). У водоймах регіону мешкає понад 400 видів риб, зокрема поширені в акваріумістиці сріблясті аравани (Osteoglossum bicirrhosum), хіфесобрикони (Hyphessobrycon) та бриконопси (Bryconops), а також кілька видів піраній (Serrasalmus) та плямисті річкові скати (Potamotrygon motoro).

## Збереження
Основними загрозами для збереження природи регіону є лісозаготівля, нафтовидобувна діяльність, розвиток сільського господарства та промисловості, а також вилов і торгівля дикими тваринами. Будівництво доріг нафтовими компаніями призводить до вирубки лісів, колонізації внутрішніх районів поселенцями-фермерами, а також до переміщення корінних народів ваорані у віддалені райони.
Оцінка 2017 року показала, що 86 494 км², або 35 % екорегіону, є заповідними територіями. Природоохоронні території включають: Національний природний парк Ла-Пая в Колумбії, Національний парк Каямбе-Кока, Національний парк Ясуні та Природний заповідник Куябено в Еквадорі, а також Національний парк Гюеппі-Секіме, Природний заповідник Пукакуро, Природний заповідник Альпауайо-Мішана та Національний біологічний заповідник Лімнакоча в Перу.